# Pony Poindexter
Norwood „Pony“ Poindexter (* 8. Februar 1926 in New Orleans, Louisiana; † 14. April 1988 in Oakland, Kalifornien) war ein amerikanischer Jazzmusiker (Sopransaxophon, Altsaxophon und Tenorsaxophon, Klarinette und Gesang).

## Leben und Wirken
Poindexter begann als Siebenjähriger mit dem Klarinettenspiel und spielte mit zwölf Jahren in einer Rhythm-and-Blues-Band. Er wechselte schließlich zum Alt-, dann zum Sopransaxophon um und begann seine Karriere 1940 bei Sidney Desvigne, spielte dann in San Francisco mit Jerome Richardson und begleitete 1947/48 und 1950 Billy Eckstine. Daneben besuchte er 1948/49 das Candell Conservatory of Music in Oakland. 1950 spielte er im Quartett von Vernon Alley, 1951/52 bei Lionel Hampton und 1952 bei Stan Kenton. Danach hatte Poindexter eigene Gruppen und spielte außerdem mit Dexter Gordon, Charlie Parker, Nat King Cole, T-Bone Walker und Jimmy Witherspoon an der Westküste. Ab 1959 arbeitete er mit den Montgomery-Brüdern und Jon Hendricks zusammen und gehörte von 1961 bis 1963 dem Begleitensemble von Lambert, Hendricks & Ross an, mit denen er 1960 auf dem Newport Jazz Festival auftrat.
1963 entstand mit seinem Quartett ein erstes Album Pony’s Express unter eigenem Namen sowie ein Live-Album Live at the Basin Street East. 1964 zog Poindexter nach Europa, arbeitete in Paris unter anderem mit Kenny Clarke und spielte von Barcelona, später von Ibiza aus mit unzähligen Musikern auf Festivals und Tourneen. Beim 10. Deutschen Jazzfestival 1967 wurde das Album Annie Ross & Pony Poindexter aufgenommen. 1969 nahm er The Happy Life of Pony auf. Er lebte in den 1970er Jahren in Deutschland. 1977 kehrte er nach San Francisco zurück. 1985 erschien seine Autobiographie Pony Express.
Poindexter leistete entscheidende Impulse zur Durchsetzung des Sopransaxophons im Modern Jazz. Sein Saxophonstil ist stark vom Blues geprägt und verarbeitet Einflüsse von Charlie Parker, aber auch von Johnny Hodges und Jimmy Dorsey. Als Sänger ist er von Eddie Jefferson geprägt.

## Auswahldiskographie
- Pony’s Express (Epic, 1962) mit Eric Dolphy, Gene Quill, Sonny Red, Phil Woods, Jimmy Heath, Clifford Jordan, Sal Nistico, Pepper Adams, Ron Carter, Elvin Jones
- Plays the Big Ones (New Jazz, 1963)
- Gumbo! (New Jazz, 1963) mit Booker Ervin, Al Grey, Gildo Mahones, George Tucker, Jimmie Smith
- Annie Ross & Pony Poindexter with the Berlin All Stars feat. Carmell Jones & Leo Wright Recorded at the 10th German Jazz Festival in Frankfurt (Saba 1966)
- Lee Konitz / Pony Poindexter / Phil Woods / Leo Wright Alto Summit (MPS 1968)
- In Barcelona (Fresh Sound Records, 1972)